# SC Altenkessel
Der SC Altenkessel (vollständiger Name: Sportclub 07 Altenkessel e. V.) ist ein Sportverein aus dem gleichnamigen Stadtteil von Saarbrücken. Die erste Fußballmannschaft spielt in der Landesliga Süd. Zuvor gehörte die Mannschaft ein Jahr der damals erstklassigen Gauliga Westmark und zwei Jahre der damals zweitklassigen II. Division Südwest an.

## Geschichte
Der Verein wurde im Jahre 1907 als SV Borussia Altenkessel gegründet und nahm 1910 den heutigen Namen an. Im Jahre 1912 schloss sich der FC 1905 Neudorf dem Verein an. Zwischen dem 17. Oktober 1943 und 1945 bildete der SC Altenkessel gemeinsam mit dem FV Saarbrücken, dem Vorläufer des heutigen 1. FC Saarbrücken, die Kriegsspielgemeinschaft Saarbrücken. Am 8. Dezember 1946 wurde der SC Altenkessel als SV Altenkessel neu gegründet, bevor der Vereinsname im Jahre 1950 wieder in SC 07 Altenkessel geändert wurde.
Sportlich machte der Verein erstmals im Jahre 1942 auf sich aufmerksam, als er sich in der Aufstiegsrunde zur Gauliga Westmark durchsetzte und in die Erstklassigkeit aufstieg. Mit nur zwei Siegen folgte der direkte Wiederabstieg als Tabellenletzter. Zur Saison 1943/44 gingen die Altenkesseler eine Kriegsspielgemeinschaft (KSG) mit dem FV Saarbrücken ein, nachdem das Vereinsheim des FVS einem Bombenangriff zum Opfer fiel und die Saarbrücker dadurch ihre gesamte Ausrüstung verloren. Sportlich war die KSG erfolgreich und sicherte sich ungeschlagen die Gaumeisterschaft 1944. In der Endrunde um die Deutsche Meisterschaft wurde nach Siegen über den 1. Göppinger SV und dem FC Mühlhausen 93 das Viertelfinale erreicht, wo das Team mit 1:5 gegen den 1. FC Nürnberg verlor.
Nach dem Ende des Zweiten Weltkrieges stieg der SC 1950 in die Ehrenliga auf und qualifizierte sich ein Jahr später für die II. Division Südwest. Nach zwei Jahren in der zweithöchsten Spielklasse folgte der Abstieg in die Amateurliga Saarland. 1961 folgte der Abstieg in die viertklassige Bezirksliga, dem drei Jahre später der Sturz in die Kreisliga folgte. Erst 1974 kehrte Altenkessel in die Bezirksliga zurück und schaffte 1982 die Rückkehr in die Verbandsliga Saarland. Im Jahre 1987 folgte der Abstieg in die Landesliga und fünf Jahre später der Abstieg in die Bezirksliga, ehe der SC 1994 erneut in die Kreisliga absteigen musste. Seitdem wechselte der SC mehrfach zwischen Kreisliga und Bezirksliga hin und her, ehe 2016 der Sprung in die achtklassige Landesliga (Staffel Süd) gelang, in der der Verein auch derzeit (Stand: Saison 2022/23) antritt.

## Persönlichkeiten
- Joachim Trautmann
- Helmut Waßmuth
- Günther Schacht (Präsident in den 80ern)